# Piadena
Piadena är en ort och frazione i kommunen Piadena Drizzona i provinsen Cremona i regionen Lombardiet i Italien. 
Piadena upphörde som kommun den 1 januari 2019 och bildade med den tidigare kommunen Drizzona den nya kommunen Piadena Drizzona. Den tidigare kommunen hade 3 402 invånare (2018).